# 鹿町郵便局
鹿町郵便局（しかまちゆうびんきょく）は長崎県佐世保市鹿町町にある郵便局。民営化前の分類では集配特定郵便局であった。

## 概要
住所：〒859-6299 長崎県佐世保市鹿町町下歌ヶ浦527番地14
佐世保市鹿町町の中心街である歌ヶ浦地区に位置する。

## 沿革
- 1906年（明治39年）3月23日 - 歌ヶ浦（うたがうら）郵便局（三等）として下歌ケ浦免278番地に開局。郵便・貯金・為替業務取り扱い。
- 1925年（大正14年）3月26日 - 簡易保険・年金・電信業務取扱開始。
- 1929年（昭和4年）4月26日 - 電話通話業務開始。
- 1932年（昭和7年）2月16日 - 電話交換業務開始。
- 1933年（昭和8年）2月1日 - 集配業務開始。
- 1957年（昭和32年）10月1日 - 鹿町町が郵政互助会に敷地寄付した現在地に移転、同時に鹿町（ししまち）郵便局に改称。12日に落成式典を行う。
- 1959年（昭和34年）1月1日 - 鹿町（しかまち）郵便局に読み方を変更[1]。
- 1976年（昭和51年）5月26日 - 電話自動化に伴い電話交換業務を江迎電報電話局に移管[2]。
- 1976年（昭和51年）12月1日 - 鹿町神林郵便局の廃止に伴い、取扱事務を承継。
- 2007年（平成19年）10月1日 - 民営化に伴い、併設された郵便事業佐世保支店鹿町集配センターに一部業務を移管。
- 2012年（平成24年）10月1日 - 日本郵便株式会社発足に伴い、郵便事業佐世保支店鹿町集配センターを鹿町郵便局に統合。

## 取扱内容
- 郵便、印紙、ゆうパック、内容証明
- 貯金、為替、振替、振込、国際送金、国債
- 生命保険、バイク自賠責保険
- ゆうちょ銀行ATM
- 宝くじの販売
- 佐世保市内の一部地域（旧・北松浦郡鹿町町域）の集配業務

## 周辺
- 佐世保市役所 鹿町支所（旧鹿町町役場）
- 鹿町町町民体育館
- 鹿町町文化会館
- 佐世保市立鹿町中学校
- 佐世保市立歌浦小学校
- 鹿町海水浴場
- 海と島の自然体験館

## アクセス
- 西肥バス 鹿町行政センター前停留所下車、徒歩約1分
- 長崎県道18号佐々鹿町江迎線沿い
- 駐車場あり：3台